# PriceRunner
PriceRunner er en svensk produkt- og prisammenligningstjeneste. Tjenesten blev lanceret i Sverige i 1999 og tilbyder brugerne at sammenligne produkter og priser på 2,8 millioner produkter fra 9.100 onlinebutikkers hjemmesider. Derudover tilbyder PriceRunner produkttests, guides, rabatkoder til hundredevis af butikker, samt tilbud.
PriceRunner har mere end 18 millioner besøg fordelt hver måned, fordelt på markeder i Sverige, Danmark, Storbritannien og Norge.
Hovedkontoret ligger i Stockholm, Sverige, og der er også kontor i Oslo i Norge og Nykøbing Falster i Danmark. Pr. 1. oktober 2021 er der 175 ansatte.

## Historie
PriceRunner blev lanceret i Sverige i 1999 som en prissammenligningshjemmeside og blev oprindeligt finansieret af venturekapitalgruppen Cell Ventures, som senere blev købt af NewMedia Spark. Servicen blev lanceret i Danmark i 2000.
I august 2004 blev PriceRunner overtaget af ValueClick, der er et online mediefirma, for 16 millioner pund. Efter yderligere udvidelser genåbnede virksomheden i Frankrig i august 2004 og i Tyskland i oktober samme år. 
I 2005 blev PriceRunner lanceret i USA og relanceret i Danmark under ledelse af Simon Christoffersen. 
Siden 2006 har PriceRunner kåret Årets E-handler. 
I 2007 og 2008 indgik PriceRunner et partnerskab med Ask, the Energy Saving Trust, MSN og Which? ved at tilbyde dem services via deres hjemmesider.
I 2008 lancerede PriceRunner deres første app til iOS og Android.
I 2009 lancerede PriceRunner den første mobilvenlige hjemmeside. Tjenesten i USA lukkes ned i løbet af året som en del af arbejdet med overflytningen til den tekniske Shanghai-platform.
I november 2013 solgte ValueClick Investopedia og PriceRunner til IAC.De blev solgt samlet for 80 mio. dollar, men havde en anslået værdi på 140 mio. Dollar.
I 2016 kom PriceRunner igen på svenske hænder, da investeringsselskabet NS Intressenter, Karl-Johan Persson, Nicklas Storåkers og Mikael Lindahl overtager virksomheden.  PriceRunner købte EDBPriser.dk i juli 2016, der i 2022 blev lukket  og omdirigeret til Pricerunner. 
I 2017 lancerede PriceRunner et nyt design til tjenesten.
I 2018 lancerede PriceRunner en opgraderet version i Storbritannien, hvor de også introducerede E-handelsindekset, der måler tendenserne blandt online shoppere i Danmark og Sverige.
I 2019 lancerede PriceRunner sin første tjeneste inden for data & analyse.
I 2020 købte Investeringsselskabet eEquity, Nicklas Storåkers og en række andre eksisterende aktionærer Nordstjernans andel af PriceRunner. Magnus Wiberg, partner hos eEquity, var en af medstifterne af PriceRunner i 1999 og vender i løbet af året tilbage som bestyrelsesmedlem.
I 2021 lancerede PriceRunner flere opdateringer såsom sammenligning af leveringsmetoder og fragtpriser, købervejledninger der hjælper forbrugere med at finde det rigtige produkt og håndtering af versioner på mere end en tredjedel af alle produkter.
Samme år opkøbte PriceRunner Norges næststørste sammenligningstjeneste, Prisguiden og trådte dermed ind på det norske marked.
I 2021 tiltrådte Mikael Lindahl som adm. direktør efter Nicklas Storåkers. Klarna opkøbte PriceRunner fra den tidligere ejergruppe med ambitionen at ekspandere PriceRunners pris- og produktsammenligningstjeneste globalt. Opkøbet blev annonceret den 2. november 2022.
I marts 2022 blev aftalen med Klarna formelt godkendt af Finansinspektionen, og PriceRunner blev officielt en del af Klarna den 1. april samme år.

## Teknologi
PriceRunner benytter en kombination af screen scraping af forhandleres hjemmesider og prisfiler, som forhandlerne selv udleverer. Priserne bliver matchet mod en backend database, hvilket bliver gjort både automatisk med fuzzylogik og manuelt af administrativt personale.

## Forretningsmodel
Ligesom flere andre prissammenligningshjemmesider bliver PriceRunner finansieret af butikker, der betaler via en pay per click-model. Siden bruger også webannoncer.

## Udmærkelser
I 2009 vandt PriceRunner FDIH E-handelsprisen ”Bedste udenlandske e-handelsvirksomhed”.
I 2014 vandt PriceRunner IVÆKST’s prise ”Årets udkantsiværksætter”.
I 2018 vandt PriceRunner Lolland-Falsters Erhvervspris.